# Mutware Daniel Kibibi
Mutware Daniel Kibibi, aussi écrit Mutuare, est un lieutenant-colonel kino-congolais des FARDC. Le 21 février 2011, il est condamné à 20 ans de prison, au côté de deux majors et d’un sous-lieutenant, pour « crime contre l’humanité par le viol et autres formes d’actes inhumains et terrorisme ». La nuit du 1er au 2 janvier 2011, Kibibi et 150 de ses hommes violent plus de 60 femmes dans la localité de Fizi dans le cadre d’une expédition punitive,.
Durant le procès, Kibibi a démenti l’accusation contre lui et affirme avoir été débordé par ses hommes. Le gouvernement de Kinshasa dénonce « une campagne de dénigrement » de l’ONU contre ses forces armées.